# Lac des Espécières
Le lac des Espécières ou lac de Luhos est un  lac pyrénéen français situé administrativement dans la commune de Gavarnie-Gèdre dans le département des Hautes-Pyrénées, dans le Lavedan en Occitanie.
Le lac a une superficie de 2,3 ha pour une altitude de 2 192 m, il atteint une profondeur de 6 m.

## Géographie
Le lac est situé dans la petite vallée des Espécières intégrée dans la vallée d'Ossoue tout proche de la la frontière entre la France et l'Espagne au sud de la station de ski de Gavarnie.

### Topographie
|                              | Pic de Saint André (2 408 m) |                         |
| Col des Espécières (2 334 m) | lac des Espécières           | Col de Tentes (2 208 m) |
|                              | Port de Boucharo (2 270 m)   |                         |

### Hydrographie
Le lac a pour émissaire le ruisseau de Holle.

### Géologie
Le lac des Espécières est un lac glaciaire de montagne, dont la formation se passe en trois étapes majeures :
1. À l'Éocène vers −40 Ma se forme la chaîne des Pyrénées à la suite de la remontée vers le nord de la plaque africaine qui entraîne avec elle la plaque ibérique. Cette dernière glisse alors sous la plaque eurasiatique située plus au nord, ce qui entraîne le plissement, le relèvement et le charriage des couches géologiques de la croûte terrestre.
2. À partir du Pliocène puis surtout du Pléistocène, de −5 Ma à −10 000 ans, un refroidissement général du climat entraîne la formation de glaciers et d'une érosion fluvioglaciaire (vallées, cirques, moraines, ombilics, etc) dans toute la chaîne des Pyrénées.
3. Depuis l'Holocène, à partir de −10 000 ans, un redoux climatique entraîne la disparition des glaciers et la formation dans leur sillage de nombreux lacs glaciaires qui sont de deux sortes :
- le lac de verrou qui se forme dans un ombilic glaciaire formant un creux naturel et terminé par un verrou glaciaire rocheux.
- le lac de moraine qui se forme derrière une moraine agissant comme un barrage naturel.

## Faune et flore
La végétation autour du lac est caractéristique d'un étagement altitudinal de type alpin.

## Protection environnementale
Le lac est situé dans le parc national des Pyrénées et fait partie d'une zone naturelle protégée, classée ZNIEFF de type 1 : Vallons d'Ossoue et d'Aspé  et de type 2 : Haute vallée du gave de Pau : Vallées de Gèdre et Gavarnie.
Seule la pêche à la mouche fouettée et aux appâts naturels est possible et la remise à l’eau du poisson et l'utilisation d’hameçons sans ardillons sont obligatoires.

## Voies d'accès
Le lac est proche versant nord-est, de la station de ski de Gavarnie, dans le département des Hautes-Pyrénées et est accessible par le col de Tentes.

## Images

Sélection de vues du lac.
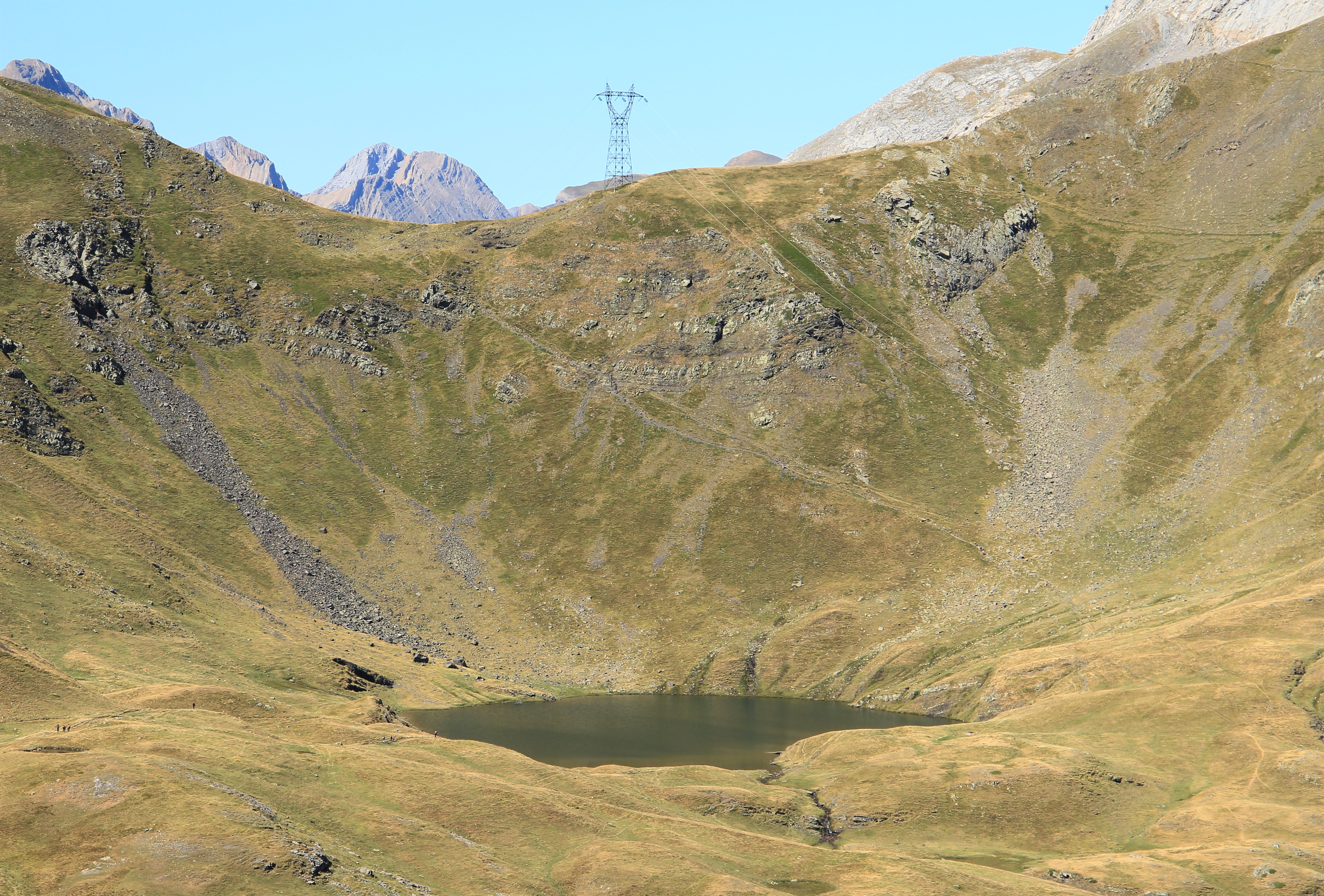
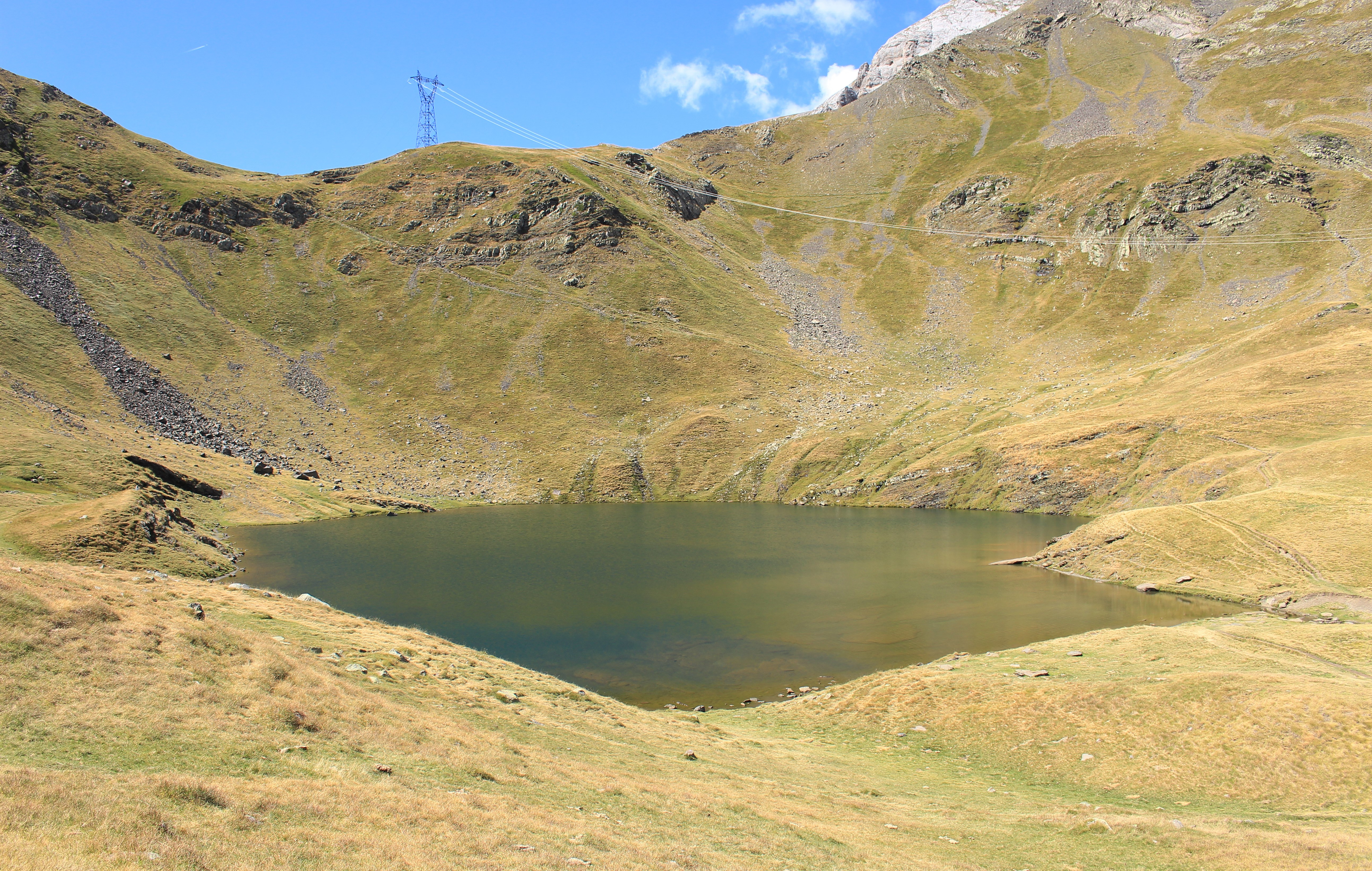
Vue du col des Espécières au dessus.
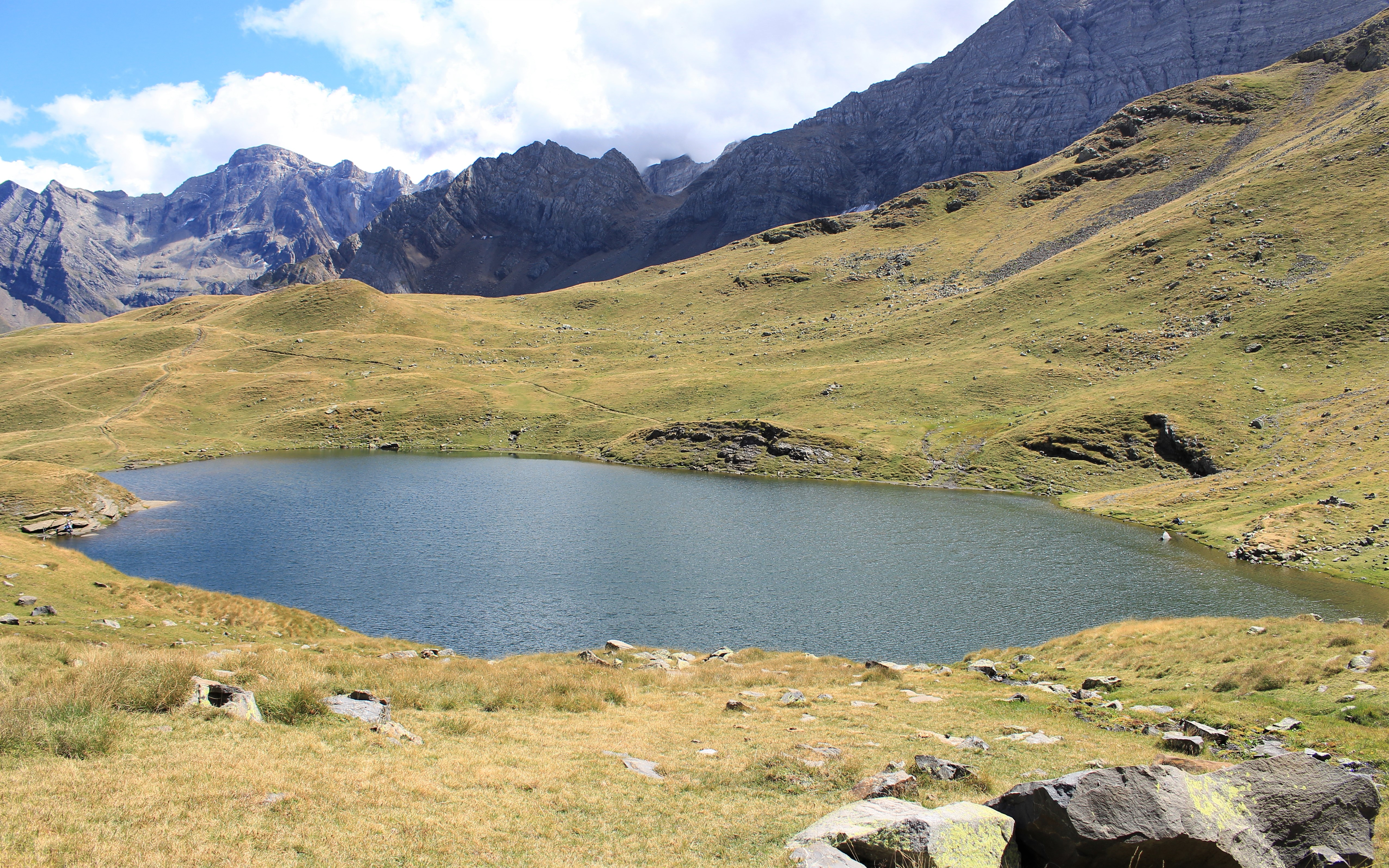
Vue depuis le chemin du col.